# Aurillac 4 (tổng)
Tổng Aurillac thứ tư là một tổng của Pháp, thuộc tỉnh Cantal trong vùng Auvergne-Rhône-Alpes.

## Các đơn vị trực thuộc
Tổng Aurillac thứ 4 gồm 10 xã:
- Aurillac: 6 290 dân (một phần của xã)
- Giou-de-Mamou: 697 dân
- Laroquevieille: 324 dân
- Lascelle: 317 dân
- Mandailles-Saint-Julien: 226 dân
- Marmanhac: 706 habitants
- Saint-Cirgues-de-Jordanne: 176 dân
- Saint-Simon: 1 018 dân
- Velzic: 378 dân
- Yolet: 488 dân

## Các ủy viên
| Ngày bầu cử                      | Tên            | Đảng | Chức vụ                                                                  |
| -------------------------------- | -------------- | ---- | ------------------------------------------------------------------------ |
| Dữ liệu trước năm 2001 không rõ. |                |      |                                                                          |
| 2001-2014                        | Jacques Mezard | PRG  | Thượng nghị sĩ-chủ tịch Cộng đồng các khu vực thành thị lưu vực Aurillac |